# Brigitte Defalque
Brigitte Defalque (née le 3 mars 1957) est une femme politique belge, membre du Mouvement réformateur.

## Carrière politique
Mandat politique exercé antérieurement ou actuellement
- Députée wallonne et de la Communauté française de 2004 à 2009
- Bourgmestre de Lasne entre 2000-2012.
- Présidente du CPAS de Lasne depuis 2012.

Echevine de Lasne de 1994 à 2000, avant cela employée au service de la population au sein de l'administration communale de Lasne